# Lars Lönnkvist
Lars Erik Lönnkvist (* 4. April 1957) ist ein ehemaliger schwedischer Orientierungsläufer.
Lönnkvist absolvierte 1978 in Dänemark seine ersten Weltmeisterschaften und wurde dabei im Einzelrennen Siebter und Zweiter mit der schwedischen Staffel. 1979 in Tampere belegte er den fünften Platz im Einzelrennen und gewann mit Rolf Pettersson, Kjell Lauri und Björn Rosendahl das Staffelrennen. 1980 wurde er Nordischer Meister. Diesen Titel gewann er 1986 ein zweites Mal. Mit der schwedischen Staffel gewann Lönnkvist 1980, 1982, 1986 und 1988 jeweils die Silbermedaille bei Nordischen Meisterschaften. Bei Weltmeisterschaften gewann er 1981 noch Staffelsilber und 1983 und 1987 Staffelbronze.
1977, 1979, 1981 (alle drei mit dem OK Ravinen) und 1984 mit dem Tullinge SK gewann Lars Lönnkvist den Staffelwettkampf Tiomila. 1980 und 1982 gewann er auch mit Ravinen die Jukola in Finnland. Zwischen 1978 und 1980 wurde er dreimal in Folge schwedischer Staffelmeister mit dem OK Ravinen. 1984 gewann er die schwedische Meisterschaft über die klassische Distanz. Beim schwedischen Mehrtage-OL O-Ringen siegte Lars Lönnkvist 1980, 1982, 1987 und 1988.
Lars Lönnkvist ist mit der schwedischen Orientierungsläuferin Barbro Lönnkvist verheiratet. Die Orientierungsläuferin Jenny Lönnkvist ist ihre Tochter. 

## Platzierungen
| Weltmeisterschaften | Einzel | Staffel |
| ------------------- | ------ | ------- |
| 1978 Kongsberg      | 7.     | 2.      |
| 1979 Tampere        | 5.     | 1.      |
| 1981 Thun           | 4.     | 2.      |
| 1983 Zalaegerszeg   | 21.    | 3.      |
| 1987 Gérardmer      |        | 3.      |

| Nord. Meisterschaften | Einzel | Staffel |
| --------------------- | ------ | ------- |
| 1980 Borlänge         | 1.     | 2.      |
| 1982 Bornholm         | 5.     | 2.      |
| 1984 Tromsø           | 6.     |         |
| 1986 Saltvik          | 1.     | 2.      |
| 1988 Halmstad         |        | 2.      |

| Gesamt-Weltcup | Gesamt-Weltcup |
| -------------- | -------------- |
| 1986           | 6.             |
| 1988           | 18.            |